# Amiota flavipes
Amiota flavipes este o specie de muște din genul Amiota, familia Drosophilidae, descrisă de Xu și Chen în anul 2007. Conform Catalogue of Life specia Amiota flavipes nu are subspecii cunoscute.